# A.J. Duhe
Adam Joseph Duhe (New Orleans, 27 novembre 1955) è un ex giocatore di football americano statunitense che ha giocato nel ruolo di linebacker per tutta la carriera con i Miami Dolphins della National Football League. Fu scelto come tredicesimo assoluto nel Draft NFL 1977. Al college ha giocato a football a LSU..

## Carriera professionistica
Duhe fu scelto nel corso del primo giro del Draft 1977 dai Miami Dolphins. Dopo la sua prima stagione fu premiato come rookie difensivo dell'anno. È principalmente ricordato per la sua prestazione nella finale della AFC del 1982 contro i New York Jets all'Orange Bowl di Miami. La partita, divenuta nota come Mud Bowl, fu giocata in un campo allagato dall'acqua e dal fango durante sotto la pioggia battente e il risultato alla fine del primo tempo fu di 0-0. Nel secondo tempo, Duhe intercettò tre passaggi del quarterback dei Jets Richard Todd, incluso uno ritornato per 35 yard in touchdown nel quarto periodo, contribuendo alla vittoria dei Dolphins per 14-0 che li qualificò per il Super Bowl XVII.
Spesso infortunato, Duhe fu svincolato dopo la stagione 1984, in cui era stato convocato per il suo unico Pro Bowl, chiudendo la carriera professionistica.

## Palmarès

### Franchigia
- American Football Conference Championship: 2

Miami Dolphins: 1982, 1984

### Individuale
- Convocazioni al Pro Bowl: 1

1984
- All-Pro: 2

1981, 1983
- Rookie difensivo dell'anno - 1977
- PFWA All-Rookie Team - 1977

## Statistiche
| Sack       | 8,5 |
| Intercetti | 3   |